# Nikolaï Mourachko
Nikolaï Ivanovitch Mourachko (russe : Николай Иванович Мурашко, ukrainien : Микола Іванович Мурашко, né le 20 mai 1844 à Gloukhov, en gouvernement de Tchernigov, dans l'Empire russe et mort  22 septembre 1909 à Boutcha, l'Empire russe) est un professeur d'art et peintre réaliste ukrainien, sujet de l'Empire russe. Il est l'oncle d'Alexandre Mourachko.

## Biographie
Son père est peintre d'icônes. Nikolaï Mourachko montre dès son jeune âge un intérêt pour l'art, en copiant des images de livres. En 1858, la famille emménage à Kiev. En 1963, Ivan Sochenko, professeur au lycée, recommande qu'il suive une formation artistique. Il commence alors à suivre des cours à l'Académie Impériale des beaux-arts de Saint-Pétersbourg, où il grave un portrait lithographique de Taras Chevtchenko.
La maladie l'empêche de terminer ces études et il s'installe à Voronej, mais continue à envoyer des travaux à l'Académie. Sur cette base, il obtient une certification en tant que professeur d'art en 1868. Il commence à  enseigner dans une école primaire locale. Il enseigne ensuite dans plusieurs écoles, à différents niveaux. En 1879, l'Académie le nomme peintre de 3e degré.
De 1875 à 1901, il crée et dirige sa propre école de dessin à Kiev. Il fait des voyages à Cracovie, Vienne, à Paris, Rome, Bologne et Florence pour étudier les dernières méthodes d'enseignement.
Une exposition d'art annuelle est organisée à Kiev sur son initiative à partir de 1877, présentant des artistes ukrainiens, russes ou étrangers.
Il publie également des articles dans différents périodiques nationaux et locaux, dans lequel il se fait le défenseur de l'approche des Ambulants. 
Après la fermeture de son école, il se retire dans le village de Boutcha et écrit ses Mémoires d'un Vieux Maître. Deux volumes sont publiés, mais, malade, il ne pourra finir son livre.

## Enseignement
Mykola Mourachko a donné priorité à son enseignement et au suivi de chacun de ses élèves.
Il a publié dès 1869 un manuel d'enseignement artistique pour les enfants, réimprimé en 1875. Il cherchera par la suite à rénover les méthodes pédagogiques, en s'écartant des routines académiques.
Son école de dessin à Kiev a reçu le soutien d'artistes connus, dont Ilia Répine, avec lequel il était lié depuis leurs études à l'Académie. Le mécène Ivan Terechtchenko lui apporte également une aide financière.
Elle a offert une occasion de formation à des enfants et des jeunes gens de toutes les classes sociales, y compris pauvres. Y ont été notamment été formés Mykola Pymonenko, Sergui Kostenko (uk) ou Grigori Diadtchenko (ru).
Mikhaïl Vroubel, Ivan Selezniov (uk), Sergui Kostenko y ont enseigné, parmi d'autres.

## Œuvre
Mykola Mourachko a peint à partir de 1870 de nombreux paysages, empreints de lyrisme, proches du style des Ambulants. Plusieurs d'entre eux datent des années 1890 : Automne («Осень»), Le Dniepr («Днепр»), Sur le Dniepr («Над Днепром»), Crimée («Крым» - 1892), Le Rivage d'Aloupka («Берег Алупки» - 1894).
Il a également peint plusieurs portraits, celui de Nikolaï Gay, considèré comme un de ses meilleurs, en 1906.
Il a illustré en 1873 la première édition ukrainienne des contes d'Andersen.

Illustrations pour les Contes d'Andersen (1873)
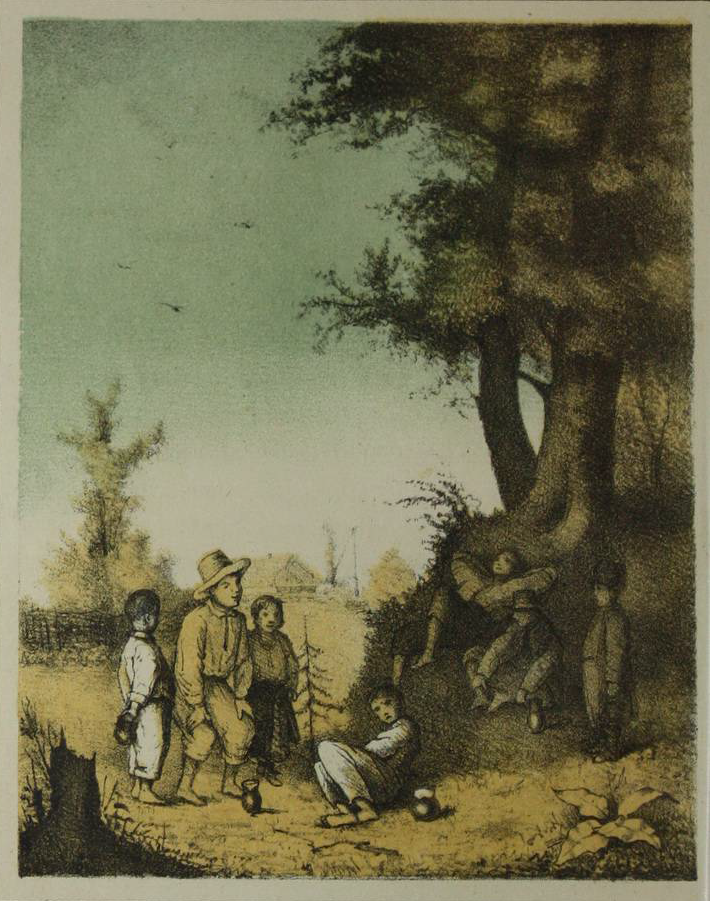
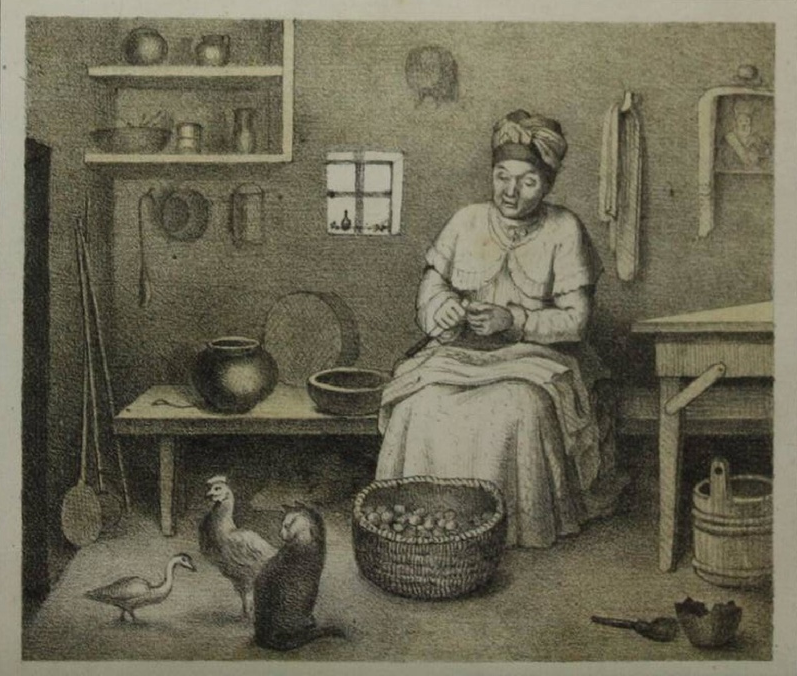
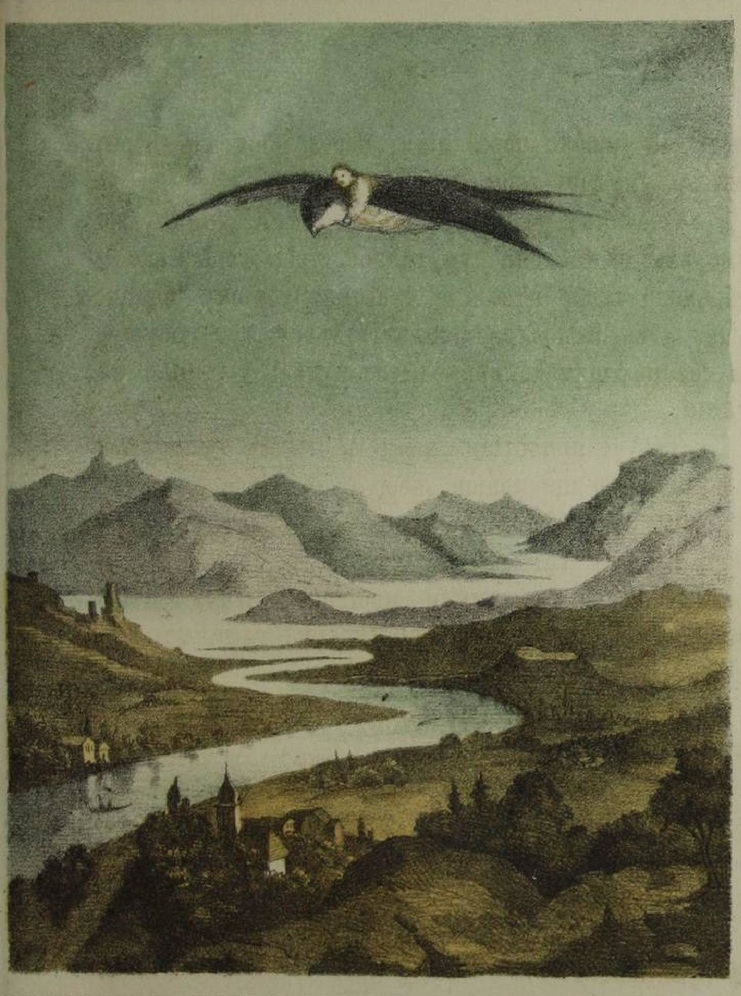